# Sutton Forest
Sutton Forest est un village dans les Hautes Terres du sud au sud-est de la Nouvelle-Galles du Sud en Australie.
C'est un des premiers lieux d'implantation des colons en dehors de Sydney, et on y retrouve des bâtiments construits dans les années 1850.